# Xarelete-amarelo
O xarelete-amarelo (nome científico: Caranx bartholomaei), também conhecido popularmente como carapau, garajuba, guaraiúba, guarajuba, xarelete-azul ou xaréu-amarelo, é um peixe carangiforme da família dos carangídeos (Carangidae).

## Etimologia
Xarelete é uma palavra composta de xaréu + -ete, onde -u- foi assumido como -l-. Seu primeiro registro foi em 1911, como xerelete. Xaréu tem origem obscura, mas segundo Antenor Nascentes pode ter origem ameríndia. Foi registrado em 1654 como xarèo e em 1831 como charéo. Carapau, com a variante garapau, tem origem obscura e foi registrado em 1562 como carapao. Garajuba, e suas variantes guarijuba e guarajuba, derivam do tupi gwara'yuba ou wara'yuba no sentido de "peixe". O nome genérico Caranx deriva do francês carangue, que é utilizado na região do Caribe para se referir aos peixes do grupo. O epíteto específico bartholomaei é uma referência à ilha de São Bartolomeu.

## Taxonomia e sistemática
O xarelete-amarelo foi descrito cientificamente pela primeira vez pelo renomado taxonomista francês Georges Cuvier em 1833, com base no holótipo coletado na ilha de São Bartolomeu, nas Índias Ocidentais. A espécie faz parte da família dos carangídeos (Carangidae) e subfamília dos carangíneos (Caranginae). O gênero ao qual o táxon deve ser atribuído tem sido motivo de controvérsia, com várias publicações recentes alocando a espécie em Carangoides, enquanto outras ainda a classificam dentro de Caranx. Um dos motivos para essa confusão reside na dificuldade de distinguir as espécies desses gêneros em sua área de distribuição no oceano Atlântico. No momento, as principais bases de dados taxonômicas classificam-no dentro de Caranx. É morfologicamente similar ao xarelete-carvoeiro (Caranx ruber). Um estudo recente sobre a sistemática molecular dos carangídeos, utilizando sequências do citocromo b mitocondrial, confirmou que o xarelete-carvoeiro e o xarelete-amarelo possuem forte relação com outros membros conhecidos de Caranx e apenas um parentesco distante com qualquer outra espécie de Carangoides.

## Descrição
O xarelete-amarelo apresenta o perfil corporal típico do gênero, com um formato alongado, moderadamente profundo e comprimido, sendo o perfil dorsal ligeiramente mais convexo que o ventral. Trata-se de um peixe de grande porte, atingindo comprimento máximo conhecido de 1 metro (39 polegadas), embora seja mais comumente observado com menos de 45 centímetros (18 polegadas), e peso máximo de 14 quilos (31 libras). O perfil dorsal da cabeça é levemente curvado desde o focinho até a nuca, com o olho apresentando uma pálpebra adiposa moderadamente desenvolvida. Uma das principais características diagnósticas é que a mandíbula superior não alcança a margem interna do olho. Ambas as mandíbulas possuem faixas estreitas de dentes viliformes, que se tornam mais largas anteriormente. A nadadeira dorsal é dividida em duas partes: a primeira com sete espinhos e a segunda com um espinho seguido por 25 a 28 raios moles. A nadadeira anal é semelhante à segunda dorsal, com dois espinhos anteriores isolados, seguidos por um espinho e de 21 a 24 raios moles. Os lobos das nadadeiras dorsal e anal são levemente pronunciados, e a nadadeira peitoral é falcada, sendo mais longa que a cabeça. A linha lateral apresenta uma curva anterior longa e suave, sendo esta porção curva mais extensa que a seção reta posterior. A parte reta da linha lateral contém de 22 a 28 escudos, enquanto o restante do corpo é coberto por escamas cicloides lisas, com o peito totalmente recoberto por escamas. O pedúnculo caudal apresenta quilhas emparelhadas bilateralmente. A espécie possui 24 vértebras e um total de 24 a 30 rastros branquiais. O xarelete-amarelo apresenta coloração dorsal amarelo-esverdeada a azulada, tornando-se prateado na região ventral. Os juvenis exibem cerca de cinco faixas verticais, que desbotam formando manchas e, por fim, desaparecem completamente com a maturidade. As nadadeiras são todas hialinas, geralmente com um tom dourado-acastanhado.

## Distribuição e habitat

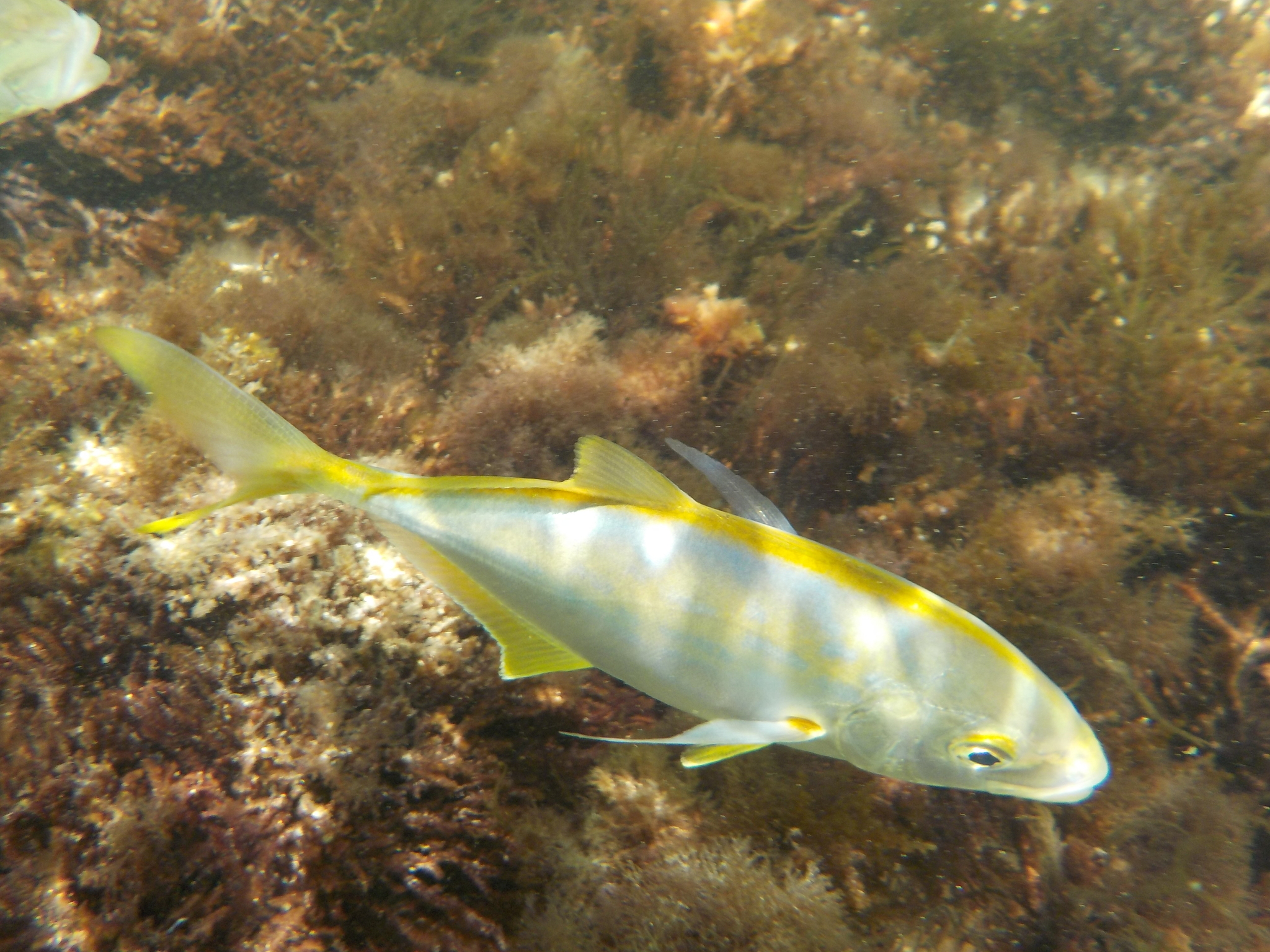
Indivíduo avistado em Quintana Roo, no México

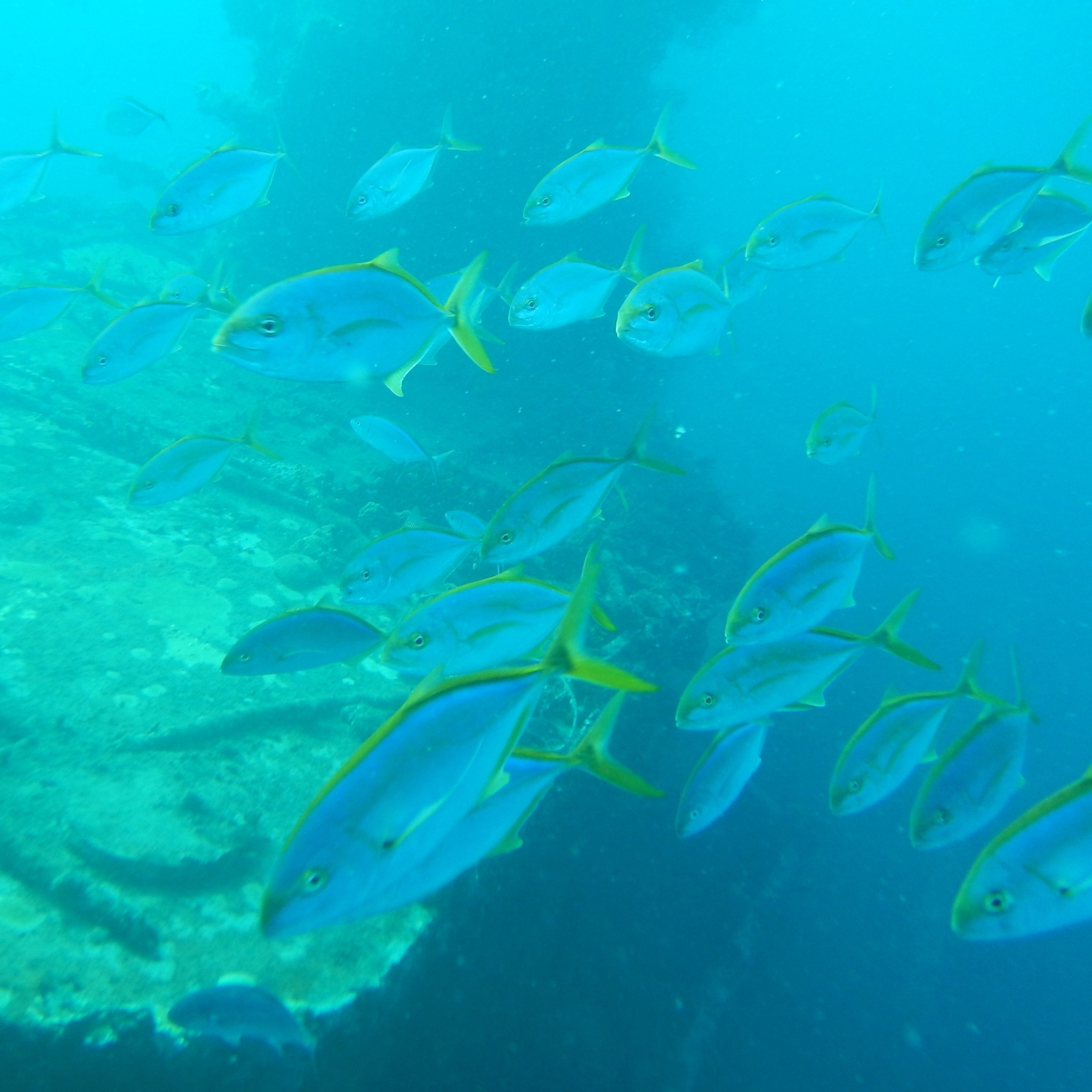
Cardume avistado em São Vicente e Granadinas

O xarelete está presente na América do Norte (Estados Unidos (Massachussetes) e México), América Central (Belize, Costa Rica, Guatemala, Honduras, Nicarágua, Panamá e Porto Rico), Caribe (Anguila, Antígua e Barbuda, Aruba, Baamas, Barbados, Bermudas, Bonaire, Santo Eustáquio, Saba, ilhas Caimã, Cuba, Curaçau, Dominica, República Dominicana, Granada, Guadalupe, Haiti, Jamaica, Martinica, Monserrate, São Bartolomeu, São Cristóvão e Neves, Santa Lúcia, São Martinho (francês), São Vicente e Granadinas, São Martinho (neerlandês), Trindade e Tobago, ilhas Turcas e Caicos, ilhas Virgens Britânicas e ilhas Virgens Americanas), América do Sul (Brasil, Colômbia, Guiana, Guiana Francesa, Suriname e Venezuela), Santa Helena, Ascensão e Tristão da Cunha e África (Benim, Cabo Verde, Camarões, Guiné Equatorial, República Democrática do Congo, Gabão, Nigéria e São Tomé e Príncipe). No Brasil, ocorre nos estados da Bahia, Ceará, Espírito Santo, Maranhão (Raposa), Paraná, Paraíba, Pará, Pernambuco, Rio Grande do Norte, Rio de Janeiro, Santa Catarina e São Paulo. Habita águas subtropicais, temperadas, tropicais e equatoriais. Os adultos preferem recifes costeiros e águas marinhas abertas, em profundidades de até 104 metros. É comumente observado em áreas de fundos arenosos rasos em diversas ilhas caribenhas, onde forrageia junto com outras espécies. 

## Ecologia
O xarelete-amarelo é geralmente observado como uma espécie solitária, mas ocasionalmente pode ser encontrado em pequenos grupos. Essas formações em cardumes não são comuns em áreas costeiras, ocorrendo principalmente em recifes externos. Ambientes com baixa cobertura de flora bentônica favorecem a formação desses pequenos agrupamentos, pois a eficiência predatória aumenta em áreas de fundo arenoso e com menor disponibilidade de abrigo para as presas. Seus predadores incluem peixes de maior porte, mamíferos marinhos e aves, como o trinta-réis-escuro (Anous stolidus) e a gaivina-de-dorso-preto (Sterna fuscata), que podem se alimentar de juvenis. Entre os parasitas registrados para a espécie estão os copépodes Caligus chorinemi e Caligus robustus.

### Alimentação
O xarelete-amarelo alimenta-se principalmente de pequenos peixes ósseos, incluindo espécies como Chaenopsis ocellata, Halichoeres maculipinna, guaiubas (Ocyurus chrysurus) e peixes-papagaio (escarídeos), além de pequenos crustáceos bentônicos. Já foi registrado exibindo comportamento de "seguidor", acompanhando espécies maiores para aproveitar a movimentação causada por esses peixes durante a alimentação, forrageando de forma oportunista ou consumindo restos deixados por eles. Além de outros teleósteos, o xarelete-amarelo já foi observado seguindo enguias, arraias e tubarões-lixa (Ginglymostoma cirratum). Em um caso, acompanhou um coió (Dactylopterus volitans), espécie até menor que o próprio xarelete-amarelo, que ao agitar o substrato deslocava organismos, facilitando a predação. Exemplares maiores também já foram registrados como sendo seguidos por outros peixes. Além disso, a espécie mantém associação com golfinhos-rotadores (Stenella longirostris), alimentando-se de resíduos gerados por esses mamíferos durante a alimentação, um comportamento também observado em outros xareletes da região.

### Reprodução

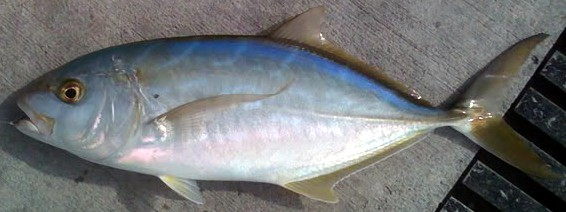
Indivíduo capturado na Flórida

O xarelete-amarelo apresenta dioecismo, com órgãos reprodutivos distintos em machos e fêmeas. Atinge a maturidade sexual em diferentes tamanhos, dependendo da localidade: em Cuba, machos amadurecem com cerca de 30 centímetros e fêmeas com aproximadamente 32 centímetros de comprimento, enquanto na Jamaica os machos tornam-se maduros com cerca de 23 centímetros. A fertilização é externa e a desova ocorre em águas oceânicas entre fevereiro e outubro. Durante esse período, os peixes formam grandes agregações de aproximadamente 300 indivíduos, com o pico de desova ocorrendo geralmente antes do nascer do sol. A corte acontece em pares, mas a desova é coletiva, com subgrupos de cinco a oito peixes ascendendo rapidamente a cerca de 35 metros para liberar os gametas antes de retornarem ao cardume. Os ovos são pelágicos e, após a eclosão, as larvas permanecem em ambiente pelágico durante o desenvolvimento inicial. Os juvenis vivem próximos à superfície do oceano, abrigando-se entre águas-vivas, tapetes de algas Sargassum, bancos de ervas marinhas ou em áreas de manguezais, ambientes onde sua coloração favorece a camuflagem. Esses jovens são frequentemente transportados por longas distâncias pela Corrente do Golfo, o que explica os registros da espécie em latitudes tão ao norte quanto Massachussetes.

## Conservação

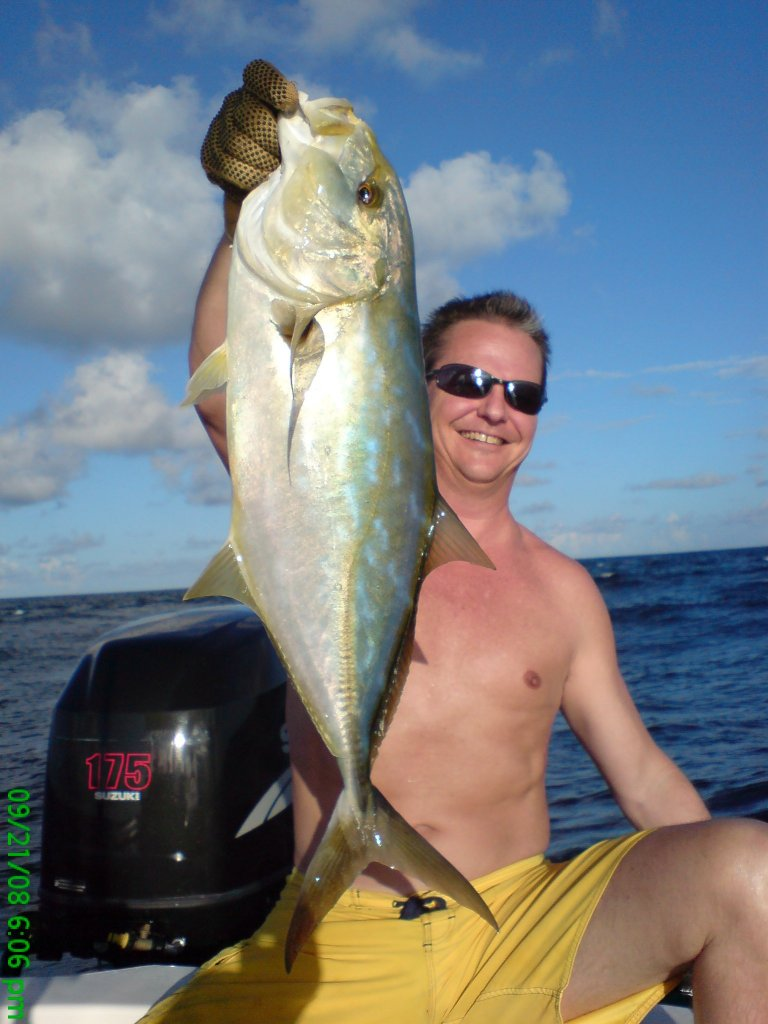
Indivíduo capturado na Flórida

A União Internacional para a Conservação da Natureza (UICN) classifica o xarelete-amarelo como uma espécie pouco preocupante (LC), em decorrência de sua ampla distribuição e abundância em seus habitats. É capturado para consumo local e exportado congelado em pequena escala. Dados agregados de captura para carangídeos não identificados no Atlântico centro-oeste, entre 1950 e 2010, indicam uma tendência geral de aumento nas capturas. Atualmente, não há evidências de declínios populacionais significativos, seja em escala global ou regional, devido à coleta. Em 2018, foi classificado como pouco preocupante (LC) no Livro Vermelho da Fauna Brasileira Ameaçada de Extinção do Instituto Chico Mendes de Conservação da Biodiversidade (ICMBio).
Em sua área de distribuição no Brasil, está presente em algumas áreas de conservação: a Área de Proteção Ambiental Fernando de Noronha (APA Fernando de Noronha), a Estação Ecológica Tupinambás (ESEC Tupinambás), a Reserva Biológica Marinha do Arvoredo (Rebio Marinha do Arvoredo), a Reserva Biológica do Atol das Rocas (Rebio Atol das Rocas), a Reserva Extrativista Marinha de Arraial do Cabo (Resex Arraial do Cabo), a Área de Proteção Ambiental Marinha do Litoral Norte (APA Marinha do Litoral Norte), o Parque Nacional Marinho de Fernando de Noronha (PARNA Marinho de Fernando de Noronha), o Parque Nacional Marinho dos Abrolhos (PARNA Marinho dos Abrolhos), o Parque Estadual Marinho do Parcel de Manuel Luís (PE Marinho do Parcel de Manuel Luís) e no Monumento Natural do Arquipélago de Trindade e Martim Vaz e Monte Columbia (Mona do Arquipélago de Trindade e Martim Vaz e Monte Columbia).
Considerado uma espécie de importância comercial secundária em toda a sua área de distribuição, o xarelete-amarelo é capturado com o uso de redes de cerco, arrastos e linhas de anzol. Também é pescado por amadores, que o capturam com iscas naturais ou artificiais durante pescarias de corrico, mesmo sem buscá-lo especificamente. Sua carne é classificada como de sabor razoável a bom para consumo humano, sendo comercializada tanto fresca quanto salgada. No entanto, é considerada uma espécie de alto risco devido à sua associação com casos de intoxicação por ciguatera em humanos. De fato, foi a primeira espécie fora do Indo-Pacífico ocidental a ter sua condição de portadora de ciguatera confirmada.
O xarelete-amarelo é uma espécie frequente e abundante na costa nordeste brasileira. Em estudo realizado em Arraial do Cabo (RJ), a espécie foi registrada em duas das três localidades amostradas. Na localidade Fortaleza, foram contabilizados 92 exemplares, com densidade média de 3,17 ± 1,31 indivíduos por 160 metros quadrados e frequência de ocorrência de 0,66%. Já na localidade Forno-B, foram registrados 28 exemplares, com densidade de 0,75 ± 0,36 indivíduos por 160 metros quadrados e frequência de 0,34%. Há relatos de capturas sobre agregações reprodutivas da espécie em 1999. A perda de habitat também pode representar uma ameaça potencial, considerando que os juvenis utilizam áreas de manguezal como abrigo. No entanto, apesar dessas pressões, as capturas e a degradação de habitat não foram consideradas ameaças suficientes para colocar a espécie em risco de extinção.